# Diazoma

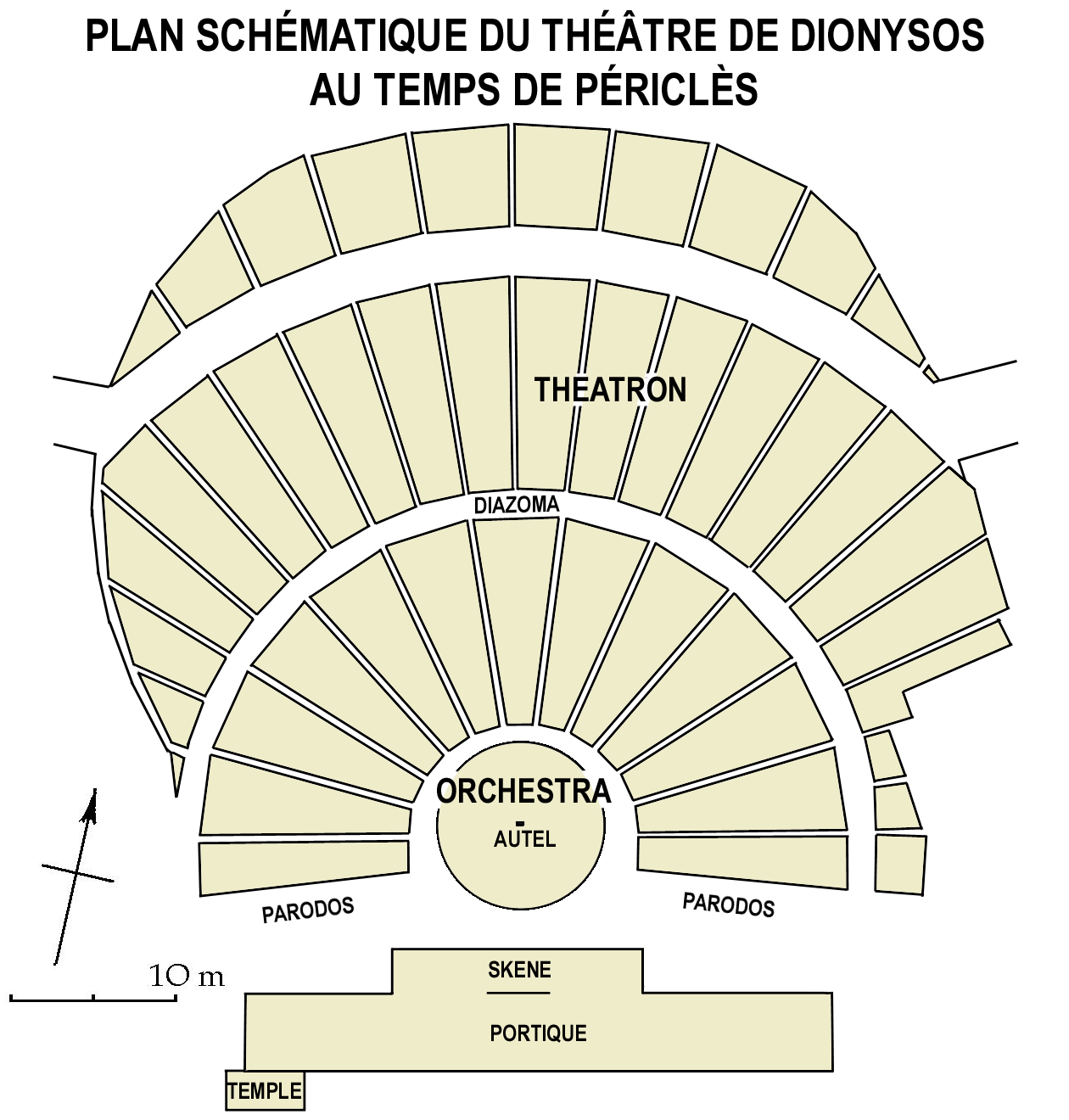
Schema del teatro di Atene, con doppio diazoma

Il termine greco diázoma (διάζωμα) indica in architettura classica il corridoio anulare dei teatri antichi che divide le gradinate in più settori. Di solito era unico, come per il teatro di Epidauro e quello di Siracusa, ma in qualche caso è duplice, come per il teatro di Atene.
Il diazoma serviva essenzialmente per far fluire il pubblico tra i vari settori della struttura.
Tale impianto fu accolto dai Romani, tanto nei teatri quanto negli anfiteatri, e i gruppi di gradinate erano detti maeniana.